# Tovaryš
Tovaryš byl učeň, který úspěšně splnil tovaryšské zkoušky. Pak mohl samostatně vykonávat práce ze svého oboru. Z tovaryše se stal mistr po složení mistrovské zkoušky. Počet tovaryšů určoval cech. V dnešní době se toto slovo již nepoužívá, tovaryš se dnes nazývá učeň.

## Odvozené slovo
Větší počet tovaryšů se nazýval tovaryšstvo. Toto slovo je dnes nejvíce známo jako jeden z názvů pro Jezuitský řád neboli Tovaryšstvo Ježíšovo, znamenající (volným překladem) učedníci Kristovi.